# James Gammill
James Gammill (1925-2017) est un psychiatre et psychanalyste américain-français.

## Biographie
James Gammill naît à Fairfield en Alabama en 1925, puis sa famille s'installe à Flat Creek, dans le Tennessee durant la crise des années 1930. Il s'engage en 1943 dans l'US Air Force, et participe aux combats de la Seconde Guerre mondiale en France, comme navigateur,. Il est diplômé de l'université de l'Illinois en 1947, et obtient son diplôme de médecine à l'université Cornell à New York en 1952. Il se forme à la psychanalyse à Londres, où il fait une analyse avec Paula Heimann, et suit les séminaires de Melanie Klein. Il rentre aux États-Unis en 1960 et devient maître-assistant de psychiatrie à la faculté de médecine de l'université Vanderbilt à Nashville. 
James Gammill s'installe en France en 1966, et est analyste d'enfants et d'adultes, devenant membre de la Société psychanalytique de Paris en 1974,. Ses séminaires sont inspirés par la pensée de Melanie Klein et la lecture d'auteurs post-kleiniens, tels que Wilfred Bion, Esther Bick, et Frances Tustin. Il anime avec Geneviève Haag un séminaire qui reçoit Frances Tustin pour sa première venue en France, puis favorise la venue à Paris de Donald Meltzer et Martha Harris, dont le premier séminaire se tient en 1974 chez Jean Bégoin et Florence Guignard, auquel participent également Geneviève Haag et Didier Houzel. Il est cofondateur du GERPEN (Groupe d’études et de recherches sur l’enfant et le nourrisson), avec Geneviève Haag, en 1983.
Il est naturalisé français en 1974. Il meurt à Paris 6e le 16 décembre 2017 et est inhumé au cimetière du Père-Lachaise le 22 décembre.

## Activités de recherche et éditoriales
Il s'emploie à faire connaître à un public plus large la pensée et l’œuvre de Melanie Klein. Dans À partir de Melanie Klein, il évoque ses souvenirs de supervision et ses entretiens avec cette dernière, et expose les aspects théoriques nouveaux élaborés par Klein pour la psychanalyse des enfants. Dans La position dépressive au service de la vie, Gammill envisage qu'une « dépression primaire » précède les positions schizo-paranoïde et dépressive définies par Melanie Klein.

## Publications

### Ouvrages
- (coll.) Melanie Klein aujourd'hui, Césura Lyon, 1985, 151 p. (ISBN 2-905709-01-4).
- À partir de Melanie Klein, Lyon, Césura, 1998, 292 p. (ISBN 2-905709-81-2).
- La position dépressive au service de la vie, In Press, 2007.

### Articles
- « Quelques notes sur la régression, la progression défensive et les arrêts de la progression normale », Revue française de psychanalyse, vol. 4, no 56,‎ 1992, p. 1049-1064 (lire en ligne, consulté le 10 juillet 2020).
- « Quelques réflexions sur l'entrée dans l'adolescence », Adolescence, vol. 24, no 4,‎ 2006, p. 931-942 (lire en ligne, consulté le 10 juillet 2020).
- « Éditions successives de la position dépressive tout au long de la vie », Adolescence, vol. 24, no 4,‎ 2006, p. 943-971 (lire en ligne, consulté le 10 juillet 2020).
- « Sur la notion de contre-vérité psychique chez l'enfant et l'adolescent », Adolescence, vol. 24, no 4,‎ 2006, p. 973-1002 (lire en ligne, consulté le 10 juillet 2020).
- « Introjection et projection respiratoires. Cinquante ans d’élaboration liée à la pensée de Melanie Klein », Journal de la psychanalyse de l'enfant, vol. 5, no 1,‎ 2015, p. 65-88 (lire en ligne, consulté le 10 juillet 2020).

### Liens extérieurs
- Ressource relative à la recherche :   - Cairn
- Notices d'autorité :   - VIAF
  - ISNI
  - BnF (données)
  - IdRef
  - LCCN
  - GND
  - WorldCat